# 엷은황갈색잎코박쥐
엷은황갈색잎코박쥐' 또는 엷은황갈색둥근잎박쥐(Hipposideros cervinus)는 잎코박쥐과에 속하는 박쥐의 일종이다. 오스트레일리아와 인도네시아, 말레이시아, 필리핀, 바누아투에서 발견된다. 이전에는 싱가포르에서도 발견되었지만, 현재는 현지에서 멸종된 상태이다.

## 특징
중형 잎코박쥐로 전완장은 44~50mm이고, 몸무게는 5~10g이다. 잎코(비엽)에 2개의 측면 엽상부를 갖고 있다. 잎코는 회색빛 핑크색을 띠며, 삼각형 모양의 귀를 갖고 있다. 새끼는 진한 회색을 띠고, 성숙해지면서 암갈색으로 변하며 거꾸로 매달려 생활하면서 발생하는 암모니아 때문에 표백이 되어 점점 밝은 오렌지색으로 바뀐다.